# Francis Buchanan-Hamilton
Francis Buchanan-Hamilton (Callander, Perthshire Escòcia, 15 de febrer de 1762 - Gran Bretanya 15 de juny de 1829) fou un metge, zoòleg i botànic escocès que va viure a l'Índia.

## Biografia
Francis Buchanan va néixer a Escòcia, va estudiar Medicina a la Universitat d'Edimburg. Després de diversos viatges en naus de la marina mercant a Àsia, va servir en el Servei Mèdic Bengalí des de 1794 a 1815. Durant aquest temps va ser enviat a diverses expedicions d'investigació a l'Índia i al Nepal.
De 1803 a 1804 va ésser cirurgià oficial del Governador General de la India Lord Wellesley a Calcuta, on fins i tot va organitzar un zoo que va ser el nucli de l'actual «Calcutta Alipore Zoo». Va succeir a William Roxburgh en el lloc de Superintendent del Jardí Botànic de Calcuta l'any 1814, però va haver de tornar al Gran Bretanya l'any 1815 a causa del seu mal estat de salut.
Nascut com Francis Buchanan, va afegir el Hamilton al seu nom quan va rebre per herència per part de la mare.
El 1822 va publicar An account of the fishes found in the river Ganges and its branches. El 1807 va escriure A Journey from Madras through the Countries of Mysore, Canara and Malabar i el 1819 An Account of the Kingdom of Nepal. També va recol·lectar i descriure diverses noves plantes en la regió.

## Honors
En les següents espècies se'l recorda en el nom binomial:
- Emberiza buchanani
- Prinia buchanani

## Obres
- Journey from Madras through the countries of Mysore, Canara, and Malabar : for the express purpose of investigating the state of agriculture, arts and commerce, the religion, manners, and customs, the history natural and civil, and antiquities.  3 Volums. Londres. 1807
- An Account of the Kingdom of Nepal. 1819
- An account of the fishes found in the river Ganges and its branches. 1822

També apareixen la seva abreviatura en equips com:
- Buchanan-Hamilton & D. Don
- Buchanan-Hamilton & de Candolle